# Dermatopatia
Dermatopatia (do grego dérmato-, pele e -páthos, sofrimento) ou dermatose (-ose, outro sufixo para doenças) é a denominação genérica das doenças que afetam o sistema tegumentário (pele, unhas, glândulas sudoríparas e pelos). Dermatite (dérmato-+-ite, pele inflamada) se refere a qualquer dermatopatia com inflamação.

## Tipos
As dermatopatias podem ser divididas de acordo com a etiologia em:
- Dermatopatias parasitárias;
- Dermatopatias infecciosas;
- Dermatopatias imunomediadas;
- Dermatopatias metabólicas;
- Dermatopatias endócrinas;
- Dermatopatias psicogênicas;
- Dermatopatias congênitas/hereditárias;
- Dermatopatias inespecíficas.